# Framåt jag går i hoppet glad
Framåt jag går i hoppet glad är en psalmtext med sex 4-radiga verser.
Den sjungs till samma medlodi som Med snabba steg som publicerades i Frälsingsarméns Stirdssåmger.

## Publicerad i
- Det glada budskapet  1890 nr 31 med titeln "Hemmet".
- Guds lov 1935 nr 340 under rubriken "Erfarenheter på trons väg".
- Sions Sånger 1951 nr 45.
- Sions Sånger 1981 nr 174 under rubriken "Tack och lov".